# Marshall McLuhan
Herbert Marshall McLuhan (Edmonton, Alberta, Kanada, 21. srpnja 1911. – Toronto, 31. prosinca 1980.) bio je profesor engleske književnosti, filozof, teoretičar komunikacija i književni kritičar. McLuhana možemo smatrati prvim teoretičarem filozofije medija te začetnikom struje koja probleme medija i medijskih posredovanja stavlja u prvi plan istraživanja.
McLuhan je možda najpoznatiji po uzrečici "medij je poruka" i terminu "globalno selo". Također, predvidio je internet i World Wide Web tridesetak godina prije njegova otkrića. 60-ih godina prošlog stoljeća bio je na vrhuncu slave, a nakon smrti brzo zaboravljen. Dolaskom interneta McLuhan je izronio iz zaborava i ponovno se javilo zanimanje za njegov rad.

## Život i karijera
Marshall McLuhan rođen je 11. srpnja 1911. godine u Edmontonu u Alberti (Kanada). Umro je u snu 31. 12. 1980. u Torontu. Preminuo je na samom pragu digitalnog doba tako da nije bio svjedokom digitalne revolucije o kojoj je pisao 30-ak godina prije.
McLuhanov otac je bio službenik životnog osiguranja, a majka mu je bila zaposlena u kazalištu. Studirao je na sveučilištima Manitoba i Cambridge, a posebno ga je zanimala skolastička filozofija. Pod utjecajem Tome Akvinskog 1937. prelazi na katoličanstvo što je odredilo njegova kasnija zaposlenja. Uglavnom je radio na američkim katoličkim sveučilištima. U McLuhanovom djetinjstvu i razvoju važnu je ulogu odigrao napet odnos s majkom koja ga je zanemarivala, ali mu je usadila veliku ambicioznost. McLuhan se prvo zainteresirao za književnost, ali je polako postajao svjestan važnosti masovnih medija u oblikovanju svijesti čovjeka. Bio je jedan od prvih koji se nije ustručavao posvetiti toj temi.
1936. počinje predavati na sveučilištu u Wisconsinu da bi sljedeće godine postao asistent na sveučilištu u St. Louisu. Od 1946. do 1952. je radio kao sveučilišni profesor engleske književnosti na St. Michael's Collegeu Sveučilišta u Torontu. Od 1953. do 1960. je uz predavanja bio urednik i glavni urednik časopisa Istraživanja u komunikacija koji je osnovao s Edmundom Carpenterom. 1964. postaje prvim čovjekom medijskog projekta državne institucije National Association of Education Broadcasters. Od 1963. do 1966. je bio šef Centra za kulturu i tehnologiju na Sveučilištu u Torontu. Nakon toga su uslijedili gostovanje na brojnim svjetskim sveučilištima, popularnost i nagrade. Njegovi biografi pišu da su mu predavanja bila briljantna i provokativna, a na sličan je način pisao što mu je donijelo svjetsku slavu.
Sredinom 1970.-ih slava mu je bila na vrhuncu da bi se nakon toga njegov utjecaj polako gasio. Sedamdesetih godina bio je popularan kao tadašnje rock zvijezde, fotografirao se za naslovnicu prestižnog Newsweeka, intervjuirao ga je Playboy, a posjetili su ga i Beatlesi. 1977. je čak nastupio u filmu Woodyja Allena Annie Hall u kojem napornom intelektualcu koji raspravlja o njegovim teorijama kaže: "Ne znate ništa o mom radu". No nakon toga mu opada popularnost, a ulogu u tome su odigrali i McLuhanovi problemi sa zdravljem. Tumor na mozgu je operirao prvi put 1967., a nakon što je 1979. doživio moždani udar bio je ograničen na uporabu svega nekoliko riječi. 1980. Sveučilište u Torontu je zatvorilo Centar za kulturu i tehnologiju jer ga McLuhan nije više mogao voditi. Umro je u snu, zadnjeg dana 1980.
McLuhan je pripadao Torontskoj školi koje je na Sveučilištu u Torontu osnovao Harold Adams Innis, teoretičar političke ekonomije koji je dao velik doprinos proučavanju medija. Osim toga, bavio se istraživanjima koje je kasnije nastavio McLuhan, primjerice promjenama koje su nastale u društvu stare Grčke nakon pojave pisma.
Innis je smatrao da je suvremena civilizacija u dubokoj krizi jer mehanizacija u tiskarstvu vodi prema industrijalizaciji što ugrožava usmenu komunikaciju. Tvrdio da je civilizacija može biti spašena samo ako pronađe ravnotežu između prostora i vremena (odnosno pisma i govora). Na Innisovu teoriju nadovezao se McLuhan koji se zanimao za posljedice razvoja tiskanih medija odnosno pisma. Izrazio se tezom da su mediji "čovjekovi produžeci" po čemu je kasnije postao poznat. McLuhanov antropološki tehnološki determinizam znači da se tehnologija mijenja ljude i prilagođava ih sebi te određuje njihovu komunikaciju. To je, prema njemu, važnije od sadržaja koji se prenosi komunikacijom. Iz takvih promišljanja nastat će poznata teza - "medij je poruka".

## Djela Marshalla McLuhana
McLuhan je 1951. objavio knjigu Mehanička nevjesta (The Mechanical Bride: Folklore of Industrial Man), a 11 godina kasnije Gutenbergovu galaksiju (The Gutenberg Galaxy). 1964. objavljuje kultnu knjigu Razumijevanje medija (Understanding Media) nakon koje postaje planetarno popularan. 1967. je objavio knjigu Medium is the Massage: An Inventory of Effects kako bi još jednom naglasio da je medij poruka, a ne samo sadržaj koji se prenosi. Prijevod knjige glasi Medij je masaža. McLuhan se često igrao riječima, a njegova je igra ovaj put išla ne samo u smjeru riječi masaža nego i u suznačju do kojega se dolazi razdvajanjem riječi Mass i Age.
McLuhan je tijekom života, u razdoblju od 1951. do 1977., objavio 12 knjiga. Dvije su mu knjige, Zakoni medija: Nova znanost i Globalno selo: Transformacije u svjetskom životu i medijima u 21. stoljeću, objavljene postumno. Na hrvatski jezik je zasad prevedena knjiga Razumijevanje medija.

## Ključni pojmovi

### Medij je poruka
Teza da je medij poruka pojavljuje se 1964. u njegovoj McLuhanovoj knjizi Razumijevanje medija u prvom poglavlju. Za McLuhana mediji nisu samo radio, televizija ili novine nego "svaki produžetak, bilo kože, ruke ili noge, utječe na društveni sklop". McLuhan navodi da je dolazak nove tehnologije ujedno i promjena ljudske komunikacije.
U kulturi poput naše, odavno naviknutoj na dijeljenje i razdvajanje svega kao način kontrole, podsjećanje da je u operativnom i praktičnom smislu medij poruka, djeluje katkad pomalo zastrašujuće. To jednostavno znači da osobne i društvene posljedice svakoga medija - to jest svakog našeg produžetka - proizlaze iz novih razmjera što ih u naše poslove uvodi svaki naš produžetak ili svaka nova tehnologija.
McLuhan tvrdi da svaki medij u sebi sadrži neki drugi medij. Sadržaj pisma je govor, sadržaj tiska je pisana riječ, a sadržaj govora misao. Poruka svakog medija je poruka promjene koju donosi među ljude. McLuhan za primjer uzima električnu svjetlost koja je čista informacija osim ako se ne rabi za ispisivanje oglasa.
Električna svjetlost i struja postoje odvojeno od svojih namjena, ali isto tako iz ljudskog djelovanja uklanjaju vremenske i prostorne čimbenike upravo kao radio, telegraf, telefon i televizija, stvarajući potpuno sudjelovanje!
McLuhan tezom da je medij poruka poručuje da je potrebno s proučavanja sadržaja prijeći na proučavanje učinka. Smatra da je to osnovna promjena električnog doba.

### Vrući i hladni mediji
McLuhanovo razlikovanje vrućih i hladnih medija jedno je od njegovih najslavnijih oruđa, ali je često i pogrešno shvaćeno. Prvi posve razvijeni prikaz navedenog dvojstva i njegova primjena na komunikacijske medije pojavljuje se prvi put u knjizi Razumijevanje medija. Ta tema je nastavak McLuhanove rasprave od HD medijima (high definition = visoka definicija) u odnosu na LD (low definition = niska definicija) u njegovom radu iz 1960. pod naslovom Izvješće o projektu razumijevanju novih medija.
Vrući medij je onaj koji produžuje jedno osjetilo u "visokoj definiciji". Visoka definicija je stanje zasićenosti podacima. Fotografija je vizualno "visokodefinirana". Strip je "niskodefiniran" jednostavno zato što pruža vrlo malo vizualnih podataka. Telefon je hladan medij, odnosno medij niske definicije, jer uho dobiva oskudan broj podataka. I govor je hladan medij niske definicije zato što se njime tako malo daje, a tako mnogo mora dopuniti sam slušatelj.
McLuhan je termine vrući i hladni (warm i cool) uzeo iz slenga Flower Power generacije koja ga je prihvatila kao medijskog proroka. Cool označava nešto dobro i poželjno, a cool ljudi su in, ali cool znači i hladno. Za McLuhana je hladni medij bolji od vrućeg jer s njim ostvarujemo bolju interakciju i pružaju najviše mogućnosti za sudjelovanje. Za McLuhana je televizija hladan medij. Iako se čini paradoksalno, to je moguće jer temperatura medija ne dolazi od broja osjetila koje zaokuplja nego od stupnja intenziteta. Slike na televiziji čak i godinama nakon što su uvedene boje, trostruko povećana izvorna veličina televizije i razvijena memorija putem videa i dalje toliko ne zaokuplja kao slike u kinematografima, teže ih je pojedinačno ponovo otkriti, a i lete više od riječi na stranicama knjige.
Pogrešno bi bilo iz ovoga zaključiti da televizija ili bilo koji drugi medij posjeduje vrstu vječnog određenja kao hladnog ili vrućeg. Mediji stalno prolaze kroz evoluciju pod pritiskom korištenja i inovacije što u svakom trenutku može uključivati promjenu temperature. Primjerice, televizija je postala toplija od svoga uvođenja u kasnim četrdesetim godinama. Film je vruć kada se prikazuje u kinematografu, no kad se prikazuje na televiziji postaje sadržaj hladnijeg medija.

### Globalno selo
Ni jedna McLuhanova fraza nije imala toliko uspjeha kao "globalno selo". Prvi je put uvedena u rukopisu Izvještaj o projektu i razumijevanju medija iz 1960., a onda je predstavljena svijetu u knjizi Gutenbergova galaksija dvije godine kasnije. Fraza je bila toliko popularna da je pronašla mjesto i u naslovu dviju McLuhanovih knjiga – Rat i mir u globalnom selu iz 1968. te posmrtno objavljenoj knjizi Globalno selo (1989.) napisanoj s Bruceom Powersom.
McLuhan je smatrao da su u povijesti zapadne civilizacije razvijene četiri kulture komuniciranja: auditivna, vizualna, tiskana i elektronička. Auditivna kultura komuniciranja spontano se razvila s ljudskim zajednicama, a odvija se prije svega govorom i jezikom. Vizualna je započela prvim bilježenjem znakova i pismom. Tiskana se razvila Gutenbergovim otkrićem tiskarskog stroja, a ugrubo je trajala od 1500. do 1900. godine. Elektronička kultura komuniciranja započela je pronalaskom telegrafa, a zasniva se na audiovizualnim medijima.
Elektroničko doba poništava odnos centra i periferije. Sve postaje moguće, na bilo kojem mjestu na planetu, a vidimo i čujemo kad god se na planetu dogodi neki značajan čin. Globalno selo je za McLuhana nova razina ponovnog spajanja u organsku cjelinu "mehaniziranih djelića fragmentirane civilizacije."

### McLuhanov četverolist
McLuhanov četverolist postavlja četiri pitanja o učinku i razvoju nekog medija. Četverolist možemo zamisliti kao kvadrat koji na svakoj svojoj stranici ima još jedan kvadrat što formira slovo X. McLuhanov četverolist se sastoji od četiri zakona ili učinka medija: pojačavanje, zastarijevanje, ponovo uspostavljanje i obrat.
Četverolist stoga postavlja četiri pitanja. Koje aspekte društva ili ljudskog života medij naglašava ili povećava. Koje medije, koji su prije bili dominantni, taj medij čini zastarjelim ili potamnjuje? Što taj medij ponovo otkriva ili kojem mediju vraća važnost? U što se medij pretvara nakon što je ispunio svoju svrhu i razvio se do krajnjih mogućnosti?
Četiri zakona možemo objasniti na primjeru radija. Radio masovnoj publici pojačava ljudski glas preko velikih udaljenosti. Tisak čini zastarjelim kad vijest o nekom važnom događaju dođe preko radija, a ne posebno izdanje novina. Radio ponovo otkriva gradskog izvikivača kojeg je tisak u velikoj mjeri učinio zastarjelim. Radio se, dotjeran do krajnjih granica, pretvara u audiovizualnu televiziju.

## Nakon McLuhana
McLuhan je nakon objave knjige Razumijevanje medija stekao svjetsku slavu, ali je nakon smrti brzo zaboravljen. No njegove ideje i djela su ponovo zaživjeli dolaskom informatičke revolucije. McLuhanovovo nasljeđe novoj generaciji hakera, novinara i teoretičara često se opisuje kao religijska ili proročka.
Čovječe, on je shvaćao internet. On je bio internet još u šezdesetima. Svijet je sad, napokon, uhvatio korak s njim. Bio je internet u tom smislu što je bio u dodiru s cijelim svijetom... Bio je priključen prije no što su urednici časopisa Wired bili rođeni. Bio je uistinu priključen.
Iako je ponekad izražavao sumnju u poslanstvo medija civilizaciji, McLuhan je bio duboko uvjeren da elektroničko doba stvara prostore slične spiritualnim kontaktima ljudi i bogova, slične vjeri u koju uranjaju bez kritike ili pitanja.
Vrlo brzo približavamo se završnoj fazi čovjekovih produžetaka - tehnološkoj simulaciji svijesti, kada će kreativni proces znanja kolektivno i združeno obuhvaćati cijelo ljudsko društvo, jednako kao što smo već produžili svoja osjetila i živice pomoću raznih medija.
Časopis Wired je 1993. McLuhana uzeo za svojeg "sveca" zaštitnika. McLuhan je koristio izraz "surfati" još prije 40-ak godina, a njegove teze o masovnim medijima se u doba interneta čine aktualnijim nego ikada. Kanadski profesor se danas ubraja u klasike medijske znanosti.

## Vanjske poveznice
- Službena stranica
- Uvod u radove Marshalla McLuhana  Arhivirana inačica izvorne stranice od 6. svibnja 2018. (Wayback Machine)
- Douglas Coupland o Marshallu McLuhanu
- Uvod u biografiju Marshalla McLuhana  Arhivirana inačica izvorne stranice od 9. siječnja 2015. (Wayback Machine)
- Objašnjenje McLuhanovog četverolista  Arhivirana inačica izvorne stranice od 28. svibnja 2015. (Wayback Machine)